# Les Trois Vallées
Pour les articles homonymes, voir Les Trois Vallées (homonymie).
Les Trois Vallées, également typographié Les 3 Vallées, sont un domaine skiable situé en France, dans le département français de la Savoie, en région Auvergne-Rhône-Alpes.
Le domaine des Trois Vallées, qui s'étend dans les vallées de la Tarentaise — des Belleville, des Allues, du Doron de Bozel — et en partie en Maurienne, est considéré comme l'un des plus grands domaines skiables du monde avec plus de 600 km de pistes — en ski alpin et ski de fond — revendiqués.
Il se développe ainsi sur des versants de la vallée de la Tarentaise, où se trouvent les sept stations de sport d'hiver de Courchevel, La Tania, Méribel, Brides-les-Bains, Les Menuires, Saint-Martin-de-Belleville et Val Thorens, et sur l'adret de la vallée de la Maurienne où se trouve la station de ski d'Orelle. Ce sont donc, au total, huit stations de sports d'hiver qui constituent le domaine skiable des Trois Vallées.

## Géographie

### Localisation
Le domaine skiable des Trois Vallées s'étend sur trois vallées de la Tarentaise, situées sur les versants nord du massif de la Vanoise, Saint-Bon (Courchevel), des Allues (Méribel, Le Mottaret) et des Belleville (Les Menuires et Val Thorens).
Toutes dominent sur la rive gauche le doron de Bozel, un affluent de l'Isère. On distingue ainsi à l'est la commune Saint-Bon-Tarentaise, qui n'est pas implantée dans une véritable vallée, exception faite du nant de la Caille où se situe la petite station de La Tania, vient ensuite à l'ouest, le doron des Allues sur la commune des Allues, et enfin la vallée la plus à l'ouest formée par le doron de Belleville sur la commune Saint-Martin-de-Belleville.
Le relief offre une variété de pentes, des sommets élevés, avec une exposition nord permettant le maintien du manteau neigeux, ainsi qu'un ensoleillement suffisant. Les différents domaines sont reliés les uns aux autres à partir des crêtes ou des cols par lesquels on accède par les remontées mécaniques.
Il se situe plus particulièrement dans l'aire d'adhésion (anciennement appelée pré-parc ou périphérie) du parc national de la Vanoise.

### Accès au domaine
Le domaine des Trois Vallées est accessible tant par la route, que par les airs avec la présence de deux altiports.
On accède à la station par la route, via une voie express extension de l'A430, en provenance de la combe de Savoie-Albertville, avec la sortie  41 (Val Thorens, Les Menuires, Bozel, Courchevel, Méribel) se situant au niveau de la ville de Moûtiers. Par ailleurs, le TGV arrive jusqu'en gare de Moûtiers - Salins - Brides-les-Bains (distance depuis Paris 600 km, soit 5 h 30). Le temps de transport vers les stations est d'environ 30 minutes.
On peut aussi atterrir dans les aéroports internationaux de Lyon-Saint-Exupéry (env. 190 km - 2 h) et Genève (env. 150 km - 2 h 15), ainsi que celui de Chambéry - Savoie (env. 110 km - 1 h 20). Les stations de Courchevel et de Méribel possèdent chacune un altiport (altiport de Courchevel, altiport de Méribel).

## Histoire
Dès les années 1920, le site des Trois Vallées fait l'objet de visites ayant pour objectif de choisir un domaine pour une station de sports d'hiver, notamment le site de Saint-Bon-Tarentaise, où l'on envisage dans la décennie suivante de mettre en place des installations permettant de le relier aux Allues et aux Bellevilles.
En 1942, les membres du Commissariat Général à l'éducation générale et sportive (CGEGS) de Vichy réalisent un rapport indiquant le choix des Trois Vallées pour l'implantation d'un domaine skiable de niveau international, pouvant concurrencer les stations italiennes, suisses ou autrichiennes. Le site des Trois Vallées fait partie des trois missions, avec le groupe de Chamonix-Menève et celui, privilégié, de Vars (Hautes-Alpes), que le CGEGS lance. D'ailleurs, ce lieu d'implantation fait partie d'une option parmi d'autres stations de la Vanoise comme Tignes ou encore Val d'Isère.
Au sortir de la guerre, le Conseil général de la Savoie demande la réactualisation du projet à l’Ingénieur des ponts et chaussées du département, Maurice Michaud. Ce dernier contacte Laurent Chappis, auteur d'une thèse d'urbanisme sur l'aménagement des Trois Vallées (Saint-Bon, Les Allues et Belleville), pour faire un repérage du secteur des Trois Vallées et imaginer une station sur la commune de Saint-Bon-Tarentaise, la future station Courchevel. Le choix de ce territoire s'est fait pour son faible risque d'avalanches.
Les premières liaisons ont lieu dans les années 1950 entre Courchevel et Méribel, puis plus tard, dans les années 1970 entre Courchevel et Méribel-Mottaret.

## Stations et hébergements

### Promotion
La promotion du domaine skiable est réalisée par l'Association Les 3 Vallées.
Le domaine s'autoproclame dès les années 1970, dans les espaces publicitaires, comme le plus grand domaine skiable du monde. Un document publicitaire datant de 1980 continue de promouvoir cette image :  « Les Trois-Vallées. Le plus grand domaine skiable du monde », décliné depuis en « plus grand domaine skiable du monde avec 600 km de pistes entièrement reliées par remontées mécaniques », avec ses 1 500 hectares ou 600 km de pistes de ski entièrement reliées par les 200 remontées mécaniques. Le logotype de la station utilise ce slogan. Il est toutefois à noter que le domaine des Portes du Soleil annonce 650 km de pistes, mais celles-ci ne sont pas intégralement reliées par des remontées mécaniques.
On la surnomme également « l'Eldorado du ski »,.

### Les stations

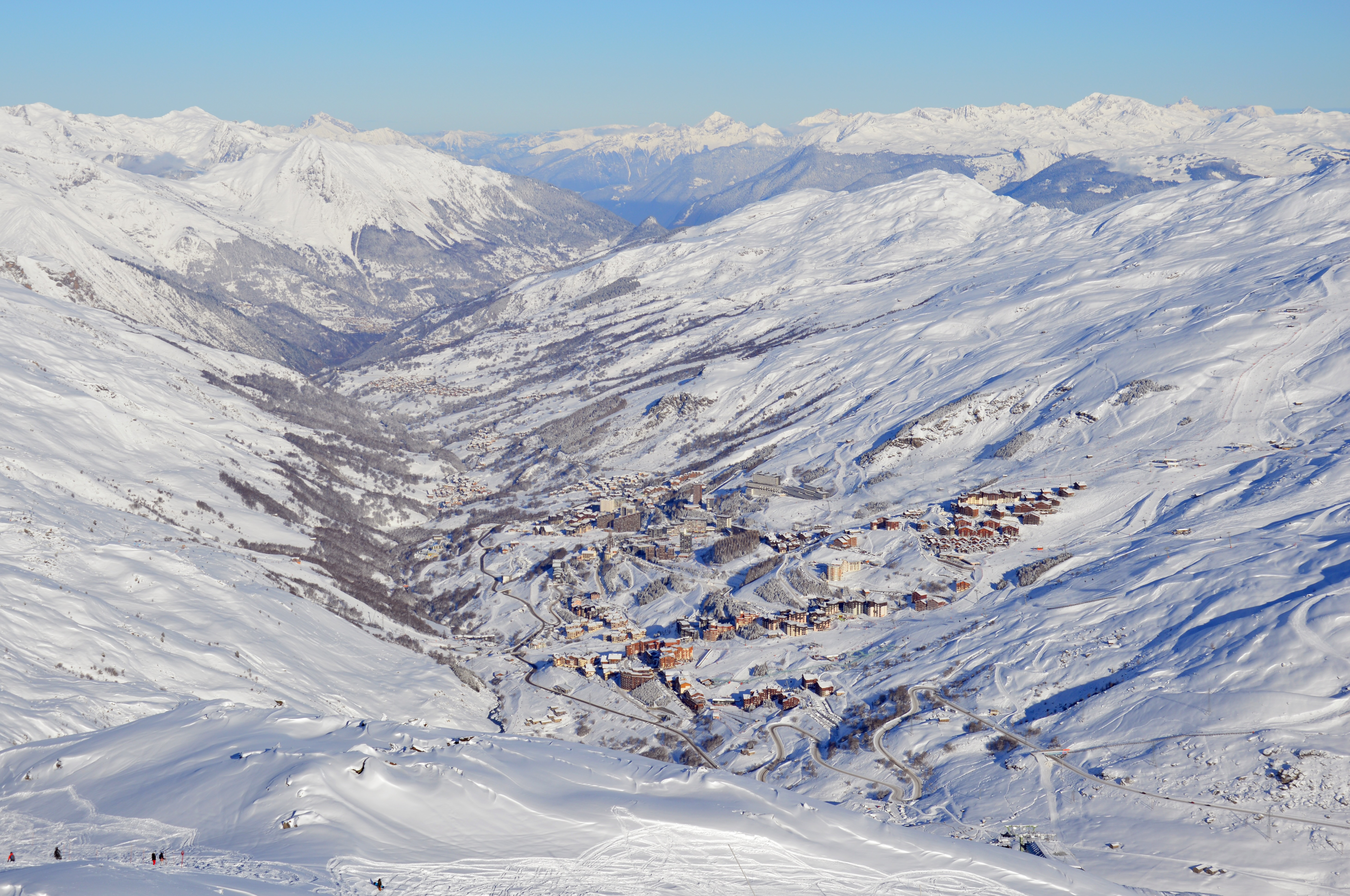
Les Menuires dans la vallée des Belleville en hiver.

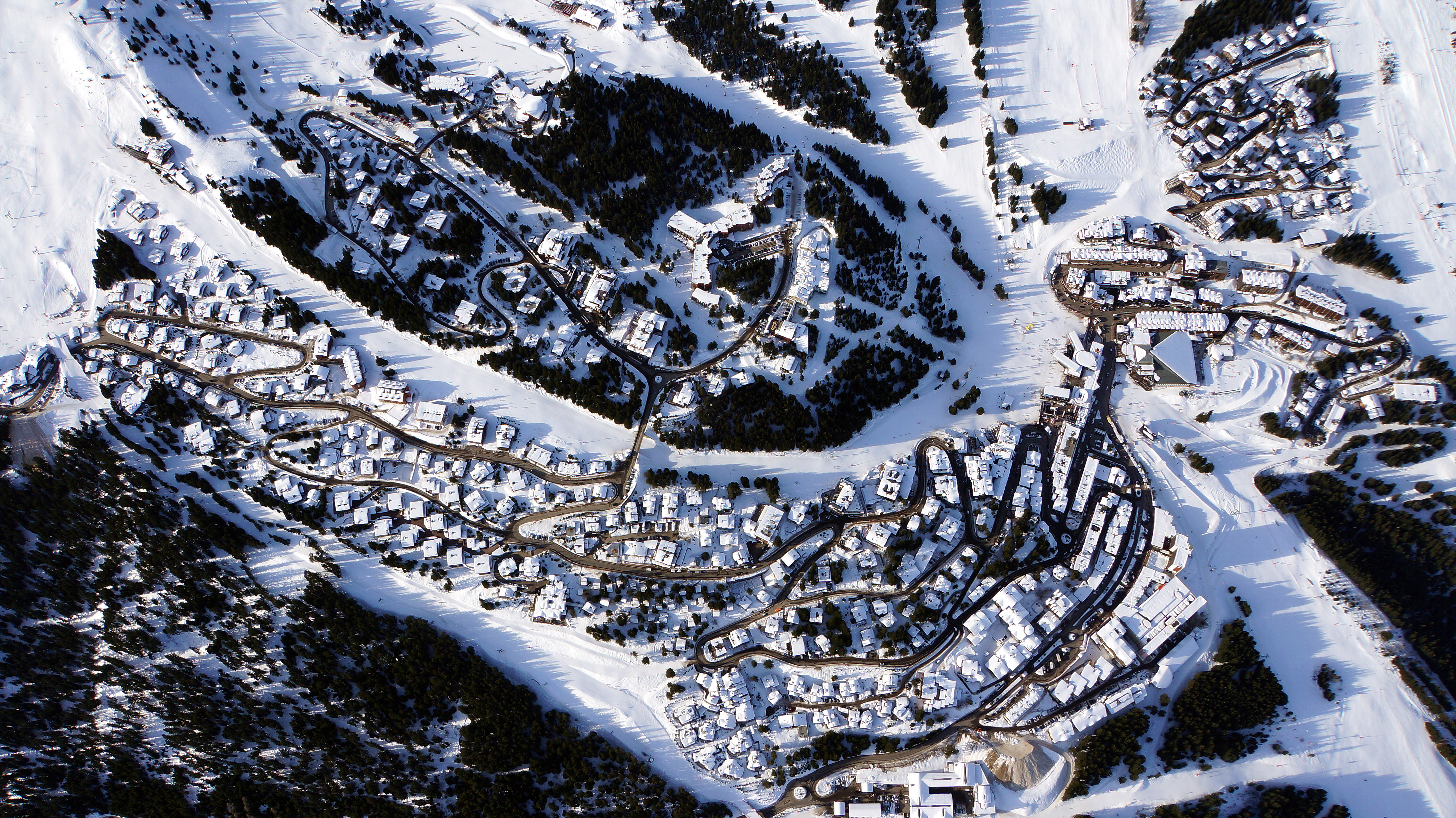
Vue aérienne de la station-village de Courchevel 1850.

Le domaine skiable des Trois Vallées se répartit sur six communes ou sites stations de sport d'hiver avec la commune de Saint-Martin-de-Belleville et les stations Les Menuires, Saint Martin de Belleville et Val Thorens ; la commune de Saint-Bon-Tarentaise et la station de Courchevel, comprenant les stations-villages du Praz (Courchevel 1300), de Courchevel 1550, de Moriond (Courchevel 1650) et de Courchevel 1850, ainsi que de La Tania ; la commune des Allues-Méribel avec les stations de Méribel village, Méribel-les-Allues et Méribel-Mottaret. Puis deux nouvelles stations sont venues se greffer à ce grand domaine grâce à la réalisation de remontées mécaniques de type télécabine.
Avec les Jeux olympiques d'Albertville en 1992, la station thermale de Brides-les-Bains réalise la télécabine de l'Olympe permettant de la relier au domaine skiable des 3 Vallées via Méribel. Cet aménagement lui permet ainsi de devenir également une station de sports d'hiver.
En 1995, avec la mise en place de la télécabine 3 Vallées Express, d'une longueur de 5 122 m, la commune d'Orelle, située dans la vallée de Maurienne, se connecte avec le grand domaine skiable.

### Hébergements touristiques
Les huit stations ou communes touristiques offrent une capacité de 147 041 lits touristiques en 2016, la plus forte concentration des domaines français.

## Domaine et gestion

### Le domaine skiable et ses équipements
Les Trois Vallées sont un domaine skiable, qui se présente comme l'un des plus grands du monde (voir la section « Promotion »), avec un domaine de ski alpin de 600 km de longueurs cumulées et un domaine nordique de 130 km, revendiqués. En 2013, un consultant allemand, Christoph Schrahe, à la suite d'une analyse des pistes via le logiciel Google Earth, indique que le domaine en termes de km est inférieur à celui annoncé et correspondrait à une distance de 493 km. Il reste cependant l'un des plus importants au monde. Selon un article datant de 1990, le domaine couvrait 250 000 hectares et possédait 200 remontées mécaniques.
Les skieurs peuvent découvrir ce domaine à travers les 318 pistes de ski alpin.
En 2010, le domaine peut se prévaloir de 2 000 canons à neige, permettant de suppléer les variations nivales, contre 600 dans les années 1990. Le site annonce, en 2014,  1 500 unités.
Si dans les années 1990, les remontées permettent le déplacement de 180 000 skieurs/heure, en 2014 le débit est estimé à environ 250 000.

### Les sociétés d'exploitation du domaine skiable
Le domaine skiable des Trois Vallées est géré par plusieurs sociétés d'exploitation (pistes et remontées mécaniques), indépendantes les unes des autres :
- Courchevel, La Tania, Méribel-Mottaret : Société des Trois-Vallées (S3V), créée en 1946, est une ancienne société d'économie mixte du Conseil général de la Savoie[24] devenue société commerciale à capitaux publics majoritaires depuis l'an 2000. Elle gère le domaine skiable, pistes et remontées mécaniques[25]. La Tania est la dernière née des Trois Vallées car elle fut construite à l'occasion des Jeux olympiques d'Albertville en 1992 ;
- Méribel : Méribel Alpina. Société d'exploitation des pistes et des remontées mécaniques fondée le 19 février 1955. Depuis 1994, elle était possédée à 36 % par la Compagnie des Alpes (100 % depuis le 11 décembre 2000)[26]. Elle était cotée en bourse, sur le second marché, depuis 1995 mais en 2000 elle sort après que la Compagnie des Alpes la rachète entièrement[27] ;
- Les Menuires, Saint-Martin-de-Belleville : Société d'exploitation de la Vallée des Belleville (Sevabel) qui gère les remontées mécaniques. Elle est une filiale de la Compagnie des Alpes depuis 1989-1990. Les services des pistes de la vallée des Bellevilles (St Martin, Les Menuires, Val Thorens) sont gérés par la commune de Saint-Martin-de-Belleville ;
- Val Thorens : la Société d'exploitation des téléphériques Tarentaise-Maurienne (STAM puis SETAM), créée sous le statut d'une société d'économie mixte[28] en 1972, est une société anonyme qui gère les remontées mécaniques, finance intégralement la régie municipale des pistes et en partie l’Office de Tourisme. Elle est une filiale de la société d'économie mixte du Conseil général de la Savoie « Savoie Stations Participation », créée en 1995[29] ;
- Orelle : Société des téléphériques d'Orelle (STOR), créée en octobre 1995, est une société anonyme qui gère les remontées mécaniques. Elle est une filiale de la Société d'exploitation des téléphériques Tarentaise-Maurienne[30].

### Prix des forfaits
Les prix par année du forfait des remontées mécaniques dénommé « 3 Vallées solo 1 adulte » (entre mi-décembre et mi-avril, voire début mai pour Val Thorens et Orelle) varient. Ils augmentent d'année en année.
|           | 6 jours pour un adulte |
| 2010-2011 | 235                    |
| 2011-2012 | 245                    |
| 2012-2013 | 260                    |
| 2013-2014 | 277                    |
| 2014-2015 | 283                    |
| 2015-2016 | 289                    |
| 2016-2017 | 294                    |
| 2017-2018 | 300                    |
| 2018-2019 | 306                    |
| 2019-2020 | 312                    |
| 2020-2021 | 321                    |
| 2021-2022 | 330                    |
| 2022-2023 | 360                    |
| 2023-2024 | 375                    |
| 2024-2025 | 395                    |

- 2013 : Introduction du « pass Tribu » avec un prix préférentiel à partir de trois skieurs.
- 1er Janvier 2014 : TVA passée de 5,5 % à 10 % en 2 ans.